# شميمة بيجوم
شميمة بيجوم ولدت يوم 25 أغسطس 1999،  في بريطانيا، دخلت سوريا للانضمام إلى تنظيم الدولة الإسلامية (داعش) في سن الخامسة عشرة وتم تجريدها من الجنسية البريطانية. اكتسبت سمعة باعتبارها جهادية تعمل بشرطة الأخلاق.

## طفولتها

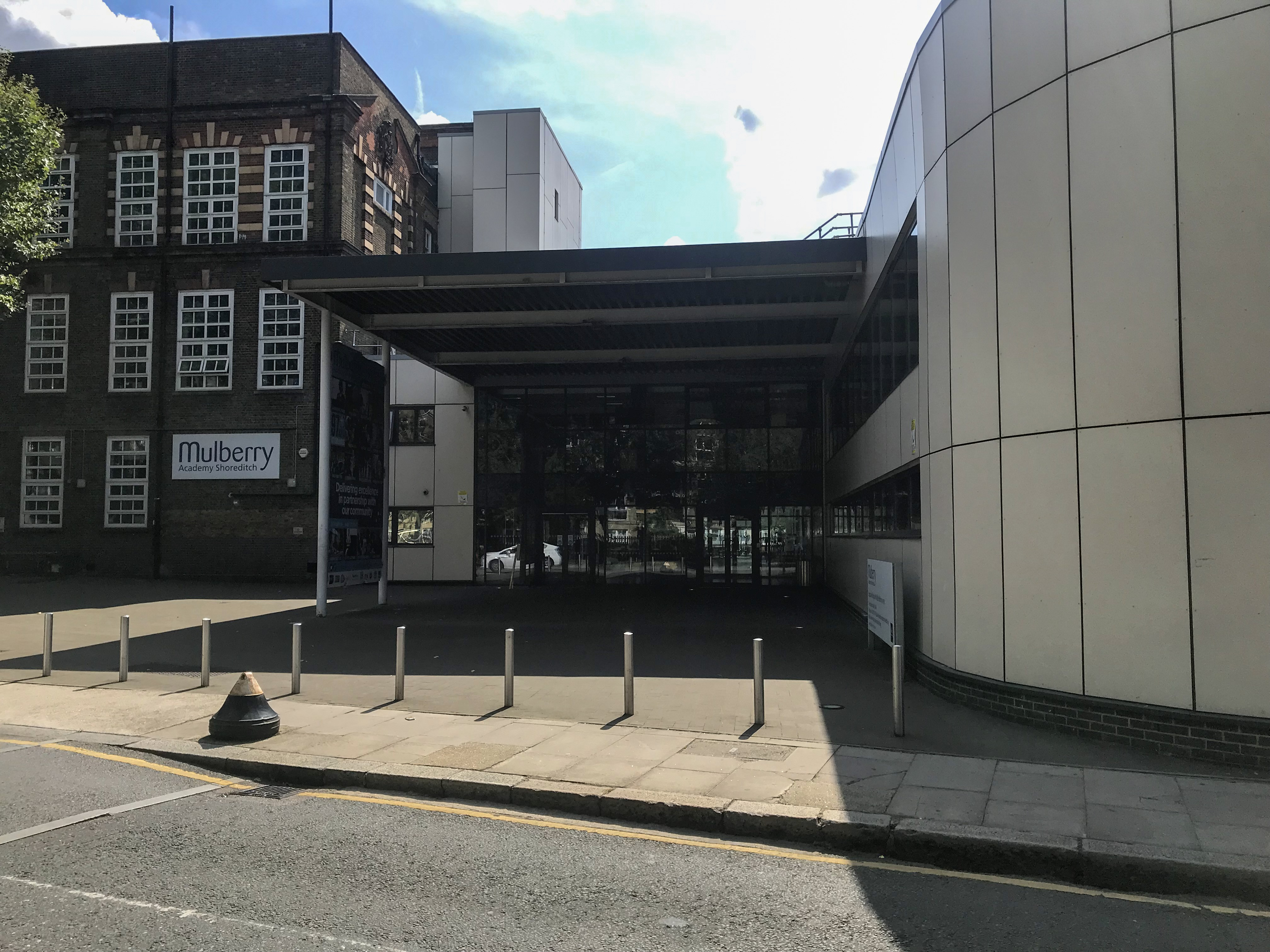
المدخل الرئيسي لأكاديمية مالبيري شورديتش ، عرفت أيضا في وقت اختفاء شميمة باسم أكاديمية بيثنال جرين

ولدت بيجوم في لندن لأبوين مهاجرين من أصول بنغلاديشية. نشأت كمسلمة في منطقة بيثنال جرين في تاور هامليتس شرقي لندن ، حيث حصلت على تعليمها الثانوي في أكاديمية بيثنال جرين.

## انضمامها لتنظيم الدولة الإسلامية
كانت بيجوم طالبة في المدرسة الثانوية في أكاديمية بيثنال جرين عندما سافرت هي واثنان من زميلاتها إلى سوريا في فبراير(شباط) 2015. وقد تم تسهيل رحلتها من قبل مهرب من داعش كان يقدم معلومات للمخابرات الكندية. تزوجت شميمة من أحد أعضاء داعش بعد 10 أيام من وصولها وأنجبت ثلاثة أطفال ماتوا جميعهم صغارًا. وذكرت صحيفة ديلي تلغراف أن شميمة اكتسبت سمعة باعتبارها جهادية تعمل بشرطة الأخلاق وحاولت تجنيد شابات أخريات للانضمام إلى المجموعة.

### السفر إلى سوريا
غادرت المملكة المتحدة مع صديقتيها أميرة عباسي وخديجة سلطانة في فبراير(شباط) 2015 عندما كانت في الخامسة عشرة من عمرها. وسافروا عبر تركيا للانضمام إلى تنظيم داعش في سوريا، وبعد وقت قصير من مغادرتها، أعربت أخت شميمة عن أملها في أن تكون هي وأصدقاؤها في المدرسة قد سافروا إلى أراضي تنظيم داعش فقط لإعادة صديقتهم شارمينا بيجوم، والتي سافرت قبلهم إلى هناك في عام 2014. قال وزير التعليم نيكي مورغان في فبراير(شباط) 2015 إن الجميع يأملون ويصلون من أجل العودة الآمنة للفتيات الثلاث إلى المملكة المتحدة.

### الأنشطة في سوريا
بعد عشرة أيام من وصولها إلى سوريا، تزوجت شميمة من ياغو ريديك الهولندي المولد، الذي اعتنق الإسلام ووصل إلى سوريا في أكتوبر(تشرين) 2014. (قد لا يتم الاعتراف بهذا الزواج بموجب القانون الهولندي لأنها كانت قاصرًا في ذلك الوقت). وأنجبت منه ثلاثة أطفال ماتوا جميعهم صغارًا، وُلد طفلها الأصغر في مخيم الهول في فبراير(شباط) 2019، وبحلول مارس(آذار) 2019، توفي بسبب التهاب في الرئة.
ذكرت صحيفة ديلي تلغراف أن شميمة كانت نافذة في " شرطة الأخلاق " التابعة لتنظيم داعش، وحاولت تجنيد العديد من الشابات أخريات للانضمام إلى الجماعة الجهادية. وقال التقرير إنه سُمح لها بحمل بندقية كلاشينكوف واكتسبت سمعة باعتبارها منفذة صارمة لقوانين داعش، مثل القواعد الصارمة لملابس النساء. كما نقلت صحيفة الديلي تلغراف عن ناشط مناهض لتنظيم داعش قوله إن هناك مزاعم عن قيام شميمة بخياطة عبوات ناسفة في السترات حتى لا يمكن إزالتها دون تفجيرها.

### تورط المخابرات الكندية
في عام 2022، تتبعت الصحفية جوش بيكر طريق التهريب عبر تركيا وكشفت عن شبكة واسعة لتهريب البشر تابعة لداعش والتي سهلت سفر شميمة إلى سوريا. كما حصل على مئات الصفحات من الملفات السرية الخاصة بالمهرب محمد راشد والتي كشفت أن هذا الرجل كان في قلب الشبكة. أكد ضابط استخبارات كبير في الخدمة لبيكر أن راشد كان أحد العملاء الكنديين. قال رئيس الوزراء الكندي جاستن ترودو: «من الواضح أننا نعلم أننا نعيش في عالم خطير بشكل عام، فالحرب ضد الإرهاب تتطلب من أجهزة استخباراتنا أن تستمر في التحلي بالمرونة والإبداع في أساليبها، لكنها ملزمة في كل خطوة بقواعد صارمة ... القواعد والمبادئ والقيم التي يعتز بها الكنديون ... ونتوقع أن يتم اتباع هذه الحدود. أعلم أن هناك أسئلة حول حوادث أو عمليات معينة في الماضي وسنتأكد من متابعتها». وزعم كتاب ريتشارد كرباج ، الذي نُشر بشكل منفصل في أغسطس(اب) 2022 "التاريخ السري للعيون الخمس"، أن محمد راشد، الذي ساعد شميمة في السفر إلى سوريا، كان ينقل معلومات إلى المخابرات الكندية، التي كانت معروفة لدى شرطة العاصمة البريطانية. ولم تعترف كلاً من السلطات البريطانية أو الكندية بهذا الارتباط. وكانت المخابرات الكندية تستخدم راشد للحصول على معلومات عن تنظيم الدولة الإسلامية، مما سمح له بمساعدة الناس على التسلل إلى سوريا لانضمام لتنظيم الدولة الإسلامية. وقال كرباج إنه أجرى مقابلات مع العديد من ضباط المخابرات الكندية الذين أكدوا التسلسل الزمني للأحداث.

## عودتها للمملكة المتحدة
في فبراير(شباط) 2019، تم اكتشاف شميمة حية في مخيم الهول للاجئين شمال سوريا من قبل المراسل الحربي أنتوني لويد، وفي اليوم التالي قام وزير الداخلية البريطاني، ساجد جاويد بإسقاط جنسيتها البريطانية. اعتقدت الحكومة البريطانية أن شميمة كانت مواطنة مزدوجة وتحمل أيضًا الجنسية البنغلاديشية عن طريق النسب ولكن حكومة بنغلاديش اعترضت على ذلك. تلقت بيغوم تهديدات من سكان آخرين في الهول وتم نقلها حفاظًا على سلامتها إلى مخيم الروج للاجئين في سوريا، حيث بقيت اعتبارًا من فبراير 2024. بعد التصريح بعد السماح لشميمة أبدًا بالعودة إلى المملكة المتحدة، قضت محكمة الاستئناف بالسماح لبيغوم بالعودة إلى المملكة المتحدة في يوليو (تموز) 2020 من أجل الطعن في قرار وزير الداخلية بفضل المحامين. تم استئناف هذا الحكم أمام المحكمة العليا في المملكة المتحدة التي حكمت بالإجماع ضدها في 26 فبراير(شباط) 2021، وأبطلت قرار محكمة الاستئناف ومنعت عودتها.

### الظهور الإعلامي
في فبراير(شباط) 2019، عثر المراسل الحربي ' التايمز، أنتوني لويد، على شميمة في مخيم الهول شمال سوريا. وكانت حامل بطفلها الثالث، وقالت إنها تريد العودة إلى المملكة المتحدة لتربيته، لكنها لم تندم على قرارها بالانضمام إلى داعش. وقالت شميمة إنها لا تنزعج من رؤية رجل مقطوع الرأس لأنه "عدو للإسلام"، لكنها تعتقد أن داعش لا يستحق النصر بسبب فساده وقمعه.
وعندما سئل عما إذا كان سيتم إخراجها من سوريا، قال وزير الأمن بن والاس: «أنا لا أعرض حياة الشعب البريطاني للخطر للذهاب والبحث عن الإرهابيين أو الإرهابيين السابقين في دولة فاشلة». بعد ثلاثة أيام من عثور لويد عليها، أنجبت شميمة مولودها الثالث.
أجرى مراسل بي بي سي كوينتين سومرفيل مقابلة مع شميمة في 18 فبراير(شباط) 2019. خلال المقابلة، طلبت شميمة العفو من المملكة المتحدة وادعت أنها لا تزال تدعم "بعض القيم البريطانية". وأضافت أن مقاطع الفيديو التي تظهر مقاتلين يقطعون رؤوس الرهائن كانت مصدر إلهام لها جزئيا للانضمام إلى تنظيم الدولة الإسلامية وأيضا من "الحياة الطيبة" في ظل التنظيم. وعندما سئلت عن تفجير مانشستر أرينا ، قالت إنها صدمت ولم تكن "على علم بأمر الأطفال"، ثم قالت إنه من الخطأ قتل الأبرياء، لكن تنظيم الدولة الإسلامية اعتبر ذلك مبررًا كرد انتقامي على قصف التحالف للمنطقة التي يسيطر عليها التنظيم. وعندما سئلت عن اغتصاب واستعباد وقتل النساء الأيزيديات ، ادعت أن "الشيعة يفعلون نفس الشيء في العراق". جذبت زيارات شميمة المتكررة من الصحفيين في الهول انتباه النساء التونسيات في معسكرات داعش اللاتي هددنها إذا تحدثت ضد أيديولوجية التنظيم. في 1 مارس(آذار) 2019، أكد محاميها أنه تم نقل شميمة إلى مخيم الروج للاجئين حفاظاً على سلامتها. في عام 2021، تعاونت شميمة مع الصحفي جوش بيكر وقدمت ما تدعي أنه روايتها الكاملة لما حدث. تم التحقيق فيه في البودكاست قصة شاميمة بيجوم كسلسلة 2 من " أنا لست وحشًا" . ظهرت أيضًا في فيلم يحمل نفس الاسم.

### جنسيتها
في عام 2019، أعلن وزير الداخلية البريطاني ساجد جاويد أنه أصدر أمرًا بحرمان شميمة من الجنسية البريطانية. وبموجب القانون الدولي، لا يمكن لحكومة المملكة المتحدة أن تحرمها من الجنسية البريطانية إذا كان هذا الحرمان سيجعلها عديمة الجنسية. ومع ذلك، ادعت حكومة المملكة المتحدة أن شميمة مواطنة مزدوجة الجنسية، وانها تحمل أيضًا الجنسية البنغلاديشية، وبالتالي لم تصبح عديمة الجنسية بموجب القرار. ذكرت حكومة بنغلاديش أن شميمة لا تحمل حاليًا الجنسية البنغلاديشية، وبدونها لن يُسمح لها بدخول بنغلاديش. ومع ذلك، قبلت المحاكم البريطانية لاحقًا الحجة القائلة بأن شميمة كانت بالفعل مواطنة بنغلاديشية منذ ولادتها.
وفق القانون البريطاني، يحق لشميمة الاستئناف ضد قرار وزارة الداخلية بسحب جنسيتها البريطانية. تعرض قرار جاويد لانتقادات من قبل أفراد عائلة بيجوم ، لكن صهرها محمد الرحمن حث الجمهور على دعم قرار الحكومة. وقال: «"إن المعلومات المتوفرة لديهم هي قدر استطاعتهم ويجب على الشعب البريطاني أن يدعمها"». قالت شميمة إنها قد تفكر في التقدم بطلب للحصول على الجنسية الهولندية. في فبراير 2019، قال والدها أحمد علي: «إذا اعترفت على الأقل بأنها أخطأت فسوف أشعر بالأسف عليها وسيشعر الآخرون بالأسف عليها، لكنها لا تتقبل خطأها». ردت بيجوم بالقول إنها ندمت على التحدث إلى وسائل الإعلام وقالت إن المملكة المتحدة تحاول الجعل منها مثالاً يحتذى به.
في 3 مارس(آذار)، أجرت بي بي سي مقابلة مع زوجها ياغو ريديك، وهو عضو في تنظيم الدولة الإسلامية، في مركز اعتقال تابع لقوات سوريا الديمقراطية في شرق سوريا. قال إنه يرغب في العودة إلى هولندا مع شميمة. وذكرت الحكومة الهولندية أنها لن تسمح له بالعودة. في 8 مارس(آذار)، أعلنت قوات سوريا الديمقراطية أن ابن شميمة، الذي يبدو أن ولادته الوشيكة حفزت رغبتها في العودة إلى المملكة المتحدة، قد توفي في المستشفى في اليوم السابق. تم إثبات سبب الوفاة طبيًا على أنه التهاب رئوي. دُفن الطفل في قبر غير مميز خارج مخيم الروج. وانتقدت وزيرة الداخلية في حكومة، ديان أبوت، ومحامي حقوق الإنسان كلايف ستافورد سميث، قرار حكومة المملكة المتحدة بمنع عودة شميمة إلى المملكة المتحدة.
قال متحدث باسم الحكومة إن «وفاة أي طفل أمر مأساوي ومحزن للغاية للأسرة». وكرر وزير الخارجية جيريمي هانت الموقف الذي ذكره بن والاس فيما يتعلق بالمخاطر التي يتعرض لها العملاء الذين قد يتم إرسالهم لاستعادتها. وقال: «شميمة علمت عندما اتخذت قرار الانضمام إلى داعش، أنها كانت متجهة إلى بلد لا توجد فيه سفارة، ولا توجد فيه مساعدة من قنصلية، وأخشى أن هذه القرارات، على الرغم من فظاعتها، لها عواقب». وقال إن كلاً من وزارة الخارجية و قسم التنمية الدولية تحاولان إنقاذ عرائس داعش، وأن قرارات حرمان الأفراد من الجنسية البريطانية تستند إلى أدلة.
أفيد في أغسطس(اب) 2022 أن محامي شميمة يدعي أن السلطات البريطانية علمت أن شميمة تلقت على السفر إلى سوريا للانضمام إلى داعش من قبل عميل استخبارات كندي. وهو عامل لم يتم لفت انتباه المحكمة العليا إليه. قال تسنيم أكونجي، محامي عائلة بيجوم، إنه حصل على جلسة استماع في نوفمبر(تشرين الثاني) 2022 للطعن في سحب جنسية شميمة على أساس أن وزير الداخلية ساجد جاويد فشل في اعتبارها ضحية للاتجار بالبشر. في 22 فبراير(شباط) 2023، أفيد أن لجنة استئناف الهجرة الخاصة (SIAC) قضت بأن إلغاء جنسيتها كان قانونياً.

### دعوتها القضائية ضد الحكومة البريطانية
يعد جعل المواطنين عديمي الجنسية أمرًا غير قانوني بموجب البند ال40 من قانون الجنسية البريطاني لعام 1981. ويتعارض أيضًا مع اتفاقية الأمم المتحدة بشأن خفض حالات انعدام الجنسية ، والتي وقعت عليها المملكة المتحدة. ولدت شميمة كمواطنة بريطانية بموجب قانون المملكة المتحدة، حيث كان والدها (على الرغم من أنه غادر المملكة المتحدة بالفعل) قد حصل على إذن بالبقاء لأجل غير مسمى، وكذلك حصل على وضع "الاستقرار في المملكة المتحدة" الذي يصفه قانون الجنسية البريطانية لعام 1981 بأنه شرط مسبق مُرضٍ. للسماح لشميمة بأن تولد مواطنة بريطانية.   ومع ذلك، وجدت لجنة استئناف الهجرة الخاصة أنه فيما يتعلق بقانون الجنسية البنغلاديشية ، تحمل شميمة أيضًا الجنسية البنغلاديشية من خلال والديها، بموجب المادة 5 من قانون الجنسية لعام 1951.
في أبريل 2019، أفيد أن شميمة حصلت على مساعدة قانونية لمحاربة إلغاء جنسيتها البريطانية. ووصف هانت قرار وكالة المساعدة القانونية بأنه "غير مريح للغاية"، لكنه قال إن المملكة المتحدة "دولة تعتقد أن الأشخاص ذوي الإمكانيات المحدودة يجب أن يتمكنوا من الوصول إلى موارد الدولة إذا كانوا يريدون تحدي القرارات التي تتخذها الدولة ضدهم. في مايو(ايار) 2019، كرر وزير الخارجية البنغلاديشي عبد المؤمن موقفه بشأن شميمة وأضاف أنها إذا دخلت بنغلاديش فإنها ستواجه عقوبة الإعدام بسبب "سياسة عدم التسامح" التي تنتهجها البلاد تجاه الإرهاب. في أغسطس(اب) 2019، طلبت شرطة العاصمة البريطانية من المؤسسات الإعلامية التي أجرت مقابلات مع شميمة- بي بي سي، وآي تي إن، وسكاي نيوز، والتايمز - تسليم أي مواد غير منشورة قد تكون بحوزتهم عن شميمة. في سعيهم للكشف اي ادلة قد تفيد بموجب قانون الإرهاب لعام 2000 من أجل إعداد محاكمة محتملة ضد شميمة. وسافر محاميها، تسنيم أكونجي، إلى سوريا التي يسيطر عليها المتردون الأكراد للقاء شميمة لكنه  تم منعه.
في يوليو(تموز) 2020، قضت محكمة الاستئناف بإمكانية عودة شميمة إلى المملكة المتحدة للطعن في قرار الحكومة بإلغاء جنسيتها البريطانية. ولم يكن من الواضح كيف ستعود إلى المملكة المتحدة للدفاع عن قضيتها، حيث ذكرت الحكومة البريطانية سابقًا أنها لن تسمح لها بالعودة أبدًا.  واستأنف وزير الداخلية القرار أمام المحكمة العليا في المملكة المتحدة. في فبراير(شباط) 2021، حكمت المحكمة في قضية بيجوم ضد وزير الداخلية لصالح وزير الداخلية لجميع الأسباب. في 22 فبراير(شباط) 2023، رفضت لجنة استئناف الهجرة الخاصة استئنافها ضد إلغاء جنسيتها البريطانية، مما يمنعها فعليًا من دخول المملكة المتحدة. وقال محامو بيجوم إنهم سيستأنفون القرار.  وفي 23 فبراير(شباط) 2024، رفضت محكمة الاستئناف بالإجماع استئنافًا قرار اللجنة.

## أنظر أيضا
- المملكة المتحدة والدولة الإسلامية
- عرائس داعش
- هدى مثنى
- ياسر عصام حمدي
- تارينا شكيل
- جاك ليتس
- سامانثا لوثويت

## قائمة المراجع
1. ↑  Chris Dyer (11 Oct 2019). "ISIS brides stab girl, 16, and a one-legged man to death after finding them guilty of apostasy at Syria's sprawling al-Hol refugee camp - home to tens of thousands of female jihadis". Mail Online (بالإنجليزية). Associated Press. QID:Q90175932. Archived from the original on 2020-04-11.
2. ↑   http://www.leparisien.fr/international/royaume-uni-la-djihadiste-qui-voulait-rentrer-au-pays-dechue-de-sa-nationalite-19-02-2019-8015859.php. {{استشهاد ويب}}: |url= بحاجة لعنوان (مساعدة) والوسيط |title= غير موجود أو فارغ (من ويكي بيانات) (مساعدة)
3. ↑  Isabella Nikolic (29 Sep 2019). "Home Secretary Priti Patel tells jihadi bride Shamima Begum there is 'no way' she will ever be allowed to return home to Britain after the 19-year-old begged to come back for therapy". Daily Mail (بالإنجليزية). ISSN:0307-7578. QID:Q69052366.
4. ↑  "Royal Court of Justice Judgement" (PDF). 16 يوليو 2020. مؤرشف من الأصل (PDF) في 2024-04-08 – عبر www.judiciary.uk.
5. 1 2  "Shamima Begum to find out today if she is allowed back in the UK". Sky News. مؤرشف من الأصل في 2024-02-23. اطلع عليه بتاريخ 2024-02-23.
6. ↑  "Shamima Begum loses appeal against removal of British citizenship". Al Jazeera. 23 فبراير 2024. مؤرشف من الأصل في 2024-03-27. اطلع عليه بتاريخ 2024-02-25.
7. ↑  Mohdin، Aamna (14 فبراير 2019). "Let Shamima Begum come back, say Bethnal Green residents". The Guardian. ISSN:0261-3077. مؤرشف من الأصل في 2024-03-07. اطلع عليه بتاريخ 2019-02-21.
8. ↑  Davis، Anna. "Education Secretary's letter of support to 'IS School'". ايفينينغ ستاندرد. ص. 2.
9. ↑  "Schoolgirls who feld home to join Isis are feared dead by their families". London Evening Standard. 6 أغسطس 2017. مؤرشف من الأصل في 2024-04-09. اطلع عليه بتاريخ 2019-02-21.
10. ↑  Brown، David؛ Simpson، John (15 فبراير 2019). "Shamima Begum's Dutch husband is convicted terrorist". The Times. Arnhem, Netherlands. ISSN:0140-0460. مؤرشف من الأصل في 2023-06-02. اطلع عليه بتاريخ 2019-02-24.
11. ↑  "Shamima Begum: 'We should live in Holland' says IS husband". BBC News. 3 مارس 2019. مؤرشف من الأصل في 2024-01-11. اطلع عليه بتاريخ 2019-03-04.
12. ↑  Addley، Esther؛ Boffey، Daniel (21 فبراير 2019). "Shamima Begum's family hope to bring her baby to UK". The Guardian. ISSN:0261-3077. مؤرشف من الأصل في 2023-05-23. اطلع عليه بتاريخ 2019-02-21.
13. ↑  "Shamima Begum: IS teenager's baby son has died, SDF confirms". BBC News. 8 مارس 2019. مؤرشف من الأصل في 2024-01-03. اطلع عليه بتاريخ 2019-03-08.
14. ↑  Mendick، Robert (8 أبريل 2019). "Shamima Begum was a cruel enforcer in ISIL's morality police–witness said". The Daily Telegraph. مؤرشف من الأصل في 2024-03-11. اطلع عليه بتاريخ 2019-04-12.
15. ↑  Dearden، Lizzie؛ Hall، Richard (8 أبريل 2019). "Shamima Begum 'was member of feared ISIL morality police' in Syria". The Independent. مؤرشف من الأصل في 2023-12-13. اطلع عليه بتاريخ 2019-04-12.
16. 1 2  Murphy، Matt (1 سبتمبر 2022). "Shamima Begum: Canada will investigate spy smuggling allegations". BBC News. مؤرشف من الأصل في 2024-03-30. اطلع عليه بتاريخ 2023-01-28.
17. ↑  Nabbi، Zayn (1 سبتمبر 2022). "Canada to probe allegations that 'intelligence agent' aided in human trafficking to ISIS". CNN. مؤرشف من الأصل في 2023-10-03. اطلع عليه بتاريخ 2023-01-28.
18. ↑  Nabbi، Zayn (1 سبتمبر 2022). "Canada to probe allegations that 'intelligence agent' aided in human trafficking to ISIS". CNN. مؤرشف من الأصل في 2023-01-29. اطلع عليه بتاريخ 2023-01-28.
19. ↑  Dugan، Emily؛ Sabbagh، Dan (31 أغسطس 2022). "Shamima Begum 'smuggled into Syria for Islamic State by Canadian spy'". الغارديان. مؤرشف من الأصل في 2022-08-31. اطلع عليه بتاريخ 2022-09-01.
20. ↑  Sabbagh، Dan (31 أغسطس 2022). "Should Shamima Begum be allowed to return to the UK to argue her case?". الغارديان. مؤرشف من الأصل في 2024-06-24. اطلع عليه بتاريخ 2022-09-01.
21. 1 2 3  "What is Shamima Begum's legal status?". BBC News. 21 فبراير 2019. مؤرشف من الأصل في 2023-12-18. اطلع عليه بتاريخ 2019-02-24. Shamima Begum - the schoolgirl who fled London to join the Islamic State group in Syria - has been stripped of her UK citizenship after expressing a desire to return.
22. ↑  Ali Farhad، Shah (23 فبراير 2019). "Shamima Begum is not a Bangladeshi citizen". Dhaka Tribune. مؤرشف من الأصل في 2023-02-23. اطلع عليه بتاريخ 2023-02-23.
23. 1 2  Grierson، Jamie (16 يوليو 2020). "Shamima Begum: how the case developed". The Guardian. مؤرشف من الأصل في 2024-03-08. اطلع عليه بتاريخ 2024-02-24.
24. ↑  Wyatt، Tim (29 سبتمبر 2019). "Isis bride Shamima Begum will never be allowed to return to UK, says government". The Independent. مؤرشف من الأصل في 2024-03-14.
25. ↑  Casciani، Dominic (16 يوليو 2020). "Shamima Begum can return to UK to fight for citizenship, Court of Appeal rules". BBC News (online). British Broadcasting Corporation. مؤرشف من الأصل في 2024-03-13. اطلع عليه بتاريخ 2024-02-25.
26. 1 2  "Shamima Begum: 'IS bride' cannot return to UK, court rules". بي بي سي نيوز. 26 فبراير 2021. مؤرشف من الأصل في 2023-11-12. اطلع عليه بتاريخ 2021-02-26.
27. ↑  "Begum (Respondent) v Secretary of State for the Home Department (Appellant)". The Supreme Court. 26 فبراير 2021. مؤرشف من الأصل في 2023-12-17. اطلع عليه بتاريخ 2021-02-26.
28. 1 2  Loyd، Anthony (13 فبراير 2019). "Shamima Begum: Bring me home, says Bethnal Green girl who left to join Isis". The Times. مؤرشف من الأصل في 2024-06-17. اطلع عليه بتاريخ 2024-02-23.
29. ↑  Walker، James (14 فبراير 2019). "Times website and app break on day it secures 'major scoop' on London schoolgirl who joined ISIS". Press Gazette. مؤرشف من الأصل في 2023-07-26.
30. ↑  "Shamima Begum: 'I didn't want to be IS poster girl'". BBC News. 18 فبراير 2019. مؤرشف من الأصل في 2019-02-18. اطلع عليه بتاريخ 2019-02-21.
31. ↑  Loyd، Anthony (1 أبريل 2019). "Shamima Begum: I was brainwashed. I knew nothing". The Times. مؤرشف من الأصل في 2024-05-07. اطلع عليه بتاريخ 2024-02-23.
32. ↑  "Shamima Begum: IS teenager to lose UK citizenship". BBC News. 20 فبراير 2019. مؤرشف من الأصل في 2019-02-19. اطلع عليه بتاريخ 2019-02-21.
33. ↑  https://www.supremecourt.uk/cases/docs/uksc-2020-0156-judgment.pdf [2021] UKSC 7 para 1, accessed 5 September 2022 نسخة محفوظة 2024-02-24 على موقع واي باك مشين.
34. ↑  "Shamima Begum will not be allowed here, Bangladesh says". BBC News. 21 فبراير 2019. مؤرشف من الأصل في 2019-02-26. اطلع عليه بتاريخ 2019-02-21. Shamima Begum is not a Bangladeshi citizen and there is "no question" of her being allowed into the country, Bangladesh's ministry of foreign affairs has said.
35. ↑  "Shamima Begum: Moment Islamic State bride learns she's not going home to Britain". BBC News. 20 فبراير 2019. مؤرشف من الأصل في 2023-05-23. اطلع عليه بتاريخ 2019-02-21.
36. ↑  Dearden، Lizzie (20 فبراير 2019). "Bangladesh says Isis bride Shamima Begum is not a citizen and 'nothing to do with us'". ذي إندبندنت. مؤرشف من الأصل في 2024-03-14. اطلع عليه بتاريخ 2019-02-24. Shamima Begum is not a Bangladeshi citizen and cannot enter the country, its government has said, meaning the UK has made her stateless.
37. ↑  "'ISIL bride' Shamima Begum says she might seek Dutch citizenship". Al Jazeera. مؤرشف من الأصل في 2023-05-23. اطلع عليه بتاريخ 2019-02-22.
38. ↑  Dearden، Lizzie (24 فبراير 2019). "Shamima Begum's father 'doesn't have problem' with daughter's citizenship being removed". The Independent. مؤرشف من الأصل في 2022-08-04. اطلع عليه بتاريخ 2019-02-24.
39. ↑  "Shamima Begum: 'We should live in Holland' says IS husband". BBC News. 3 مارس 2019. مؤرشف من الأصل في 2024-01-11. اطلع عليه بتاريخ 2019-03-04.
40. ↑  "Jihadi Yago Riedijk 'will not be allowed to live with his family in Netherlands'". DutchNews.nl. 4 مارس 2019. مؤرشف من الأصل في 2024-04-06. اطلع عليه بتاريخ 2019-03-07.
41. ↑  Loyd، Anthony (1 أبريل 2019). "Shamima Begum: I was brainwashed. I knew nothing". The Times. مؤرشف من الأصل في 2024-05-07. اطلع عليه بتاريخ 2024-02-23.
42. ↑  "Shamima Begum: IS teenager's baby son has died, SDF confirms". BBC News. 8 مارس 2019. مؤرشف من الأصل في 2024-01-03. اطلع عليه بتاريخ 2019-03-08.
43. ↑  "Shamima Begum: IS bride set to be granted legal aid". BBC News. 10 مارس 2019. مؤرشف من الأصل في 2024-01-20. اطلع عليه بتاريخ 2019-03-10.
44. ↑  Dugan، Emily؛ Sabbagh، Dan (31 أغسطس 2022). "Shamima Begum 'smuggled into Syria for Islamic State by Canadian spy'". الغارديان. مؤرشف من الأصل في 2022-08-31. اطلع عليه بتاريخ 2022-09-01.
45. ↑  Sabbagh، Dan (31 أغسطس 2022). "Should Shamima Begum be allowed to return to the UK to argue her case?". الغارديان. مؤرشف من الأصل في 2024-06-24. اطلع عليه بتاريخ 2022-09-01.
46. ↑  Josh Baker (1 سبتمبر 2022). "Shamima Begum: Spy for Canada smuggled schoolgirl to Syria". BBC News. مؤرشف من الأصل في 2024-03-09. اطلع عليه بتاريخ 2022-09-05.
47. 1 2  Dominic Casciani (22 فبراير 2023). "Shamima Begum bid to regain UK citizenship rejected". BBC News. مؤرشف من الأصل في 2023-05-23. اطلع عليه بتاريخ 2023-02-22.
48. ↑  Haroon Siddique (22 فبراير 2023). "Shamima Begum loses appeal against removal of British citizenship". The Guardian. مؤرشف من الأصل في 2024-02-26. اطلع عليه بتاريخ 2023-02-22.
49. ↑  "British Nationality Act 1981: Section 40"، legislation.gov.uk، The National Archives، 1981 c. 61  (s. 40)«  - (2) The Secretary of State may by order deprive a person of a citizenship status if the Secretary of State is satisfied that deprivation is conducive to the public good.
  - (4) The Secretary of State may not make an order under subsection (2) if he is satisfied that the order would make a person stateless.
  - (4A) But that does not prevent the Secretary of State from making an order under subsection (2) to deprive a person of a citizenship status if—    - (c) the Secretary of State has reasonable grounds for believing that the person is able, under the law of a country or territory outside the United Kingdom, to become a national of such a country or territory.

»
50. ↑  قالب:Cite BAILII
51. ↑  "Shamima Begum: 'Not safe' to rescue IS bride's baby, says Hunt". BBC News. 15 أبريل 2019. مؤرشف من الأصل في 2023-07-26. اطلع عليه بتاريخ 2019-04-15.
52. ↑  "Shamima Begum: IS bride 'would face death penalty in Bangladesh'". BBC News. 3 مايو 2019. مؤرشف من الأصل في 2024-02-18. اطلع عليه بتاريخ 2019-05-19.
53. ↑  Waterson، Jim (6 أغسطس 2019). "Met police seek access to journalists' material on Shamima Begum". The Guardian. ISSN:0261-3077. مؤرشف من الأصل في 2024-03-07. اطلع عليه بتاريخ 2019-08-21.
54. ↑  Casciani، Dominic (16 يوليو 2020). "Shamima Begum can return to UK to fight for citizenship, Court of Appeal rules". BBC News (online). British Broadcasting Corporation. مؤرشف من الأصل في 2024-03-13. اطلع عليه بتاريخ 2024-02-25.
55. ↑  "Shamima Begum loses bid to regain UK citizenship". BBC News (بالإنجليزية البريطانية). 23 Feb 2024. Archived from the original on 2024-04-16. Retrieved 2024-02-23.